# Little Big
Little Big ist eine russische Rave-Band, die 2013 in Sankt Petersburg gegründet wurde. Bis 2022 bestand sie aus Ilja Prusikin, Sergei Makarow, Sofja Tajurskaja und Anton Lissow.
Nach dem russischen Überfall auf die Ukraine im Februar 2022 haben Prusikin und Tajurskaja Russland verlassen und treten seitdem ohne Makarow und Lissow als Little Big in Erscheinung.

## Geschichte
Little Big veröffentlichten am 1. April 2013 ihr erstes Musikvideo Every Day I’m Drinking. Die erste Besetzung bestand aus Iliya Prusikin und den kleinwüchsigen Frauen Anna Kast und Olimpia Ivleva; das Video wurde von Alina Pazok produziert. Little Big absolvierte ihren ersten öffentlichen Auftritt am 2. Juli 2013 im Klub A2, als Vorprogramm für die Band Die Antwoord. Im Laufe des Jahres wurde Sergey Makarov (u. a. Bassist der Rockband Jane Air) Mitglied der Band.
Das erste Album With Russia from Love erschien am 17. März 2014; bei Veröffentlichung des Musikvideos With Russia from Love Anfang März 2014 war Kast noch als Mitglied der Band ausgewiesen; bei der Veröffentlichung des Albums war Kast nicht mehr Mitglied der Band, dafür wurde Mr. Clown als Bandmitglied genannt. In den ersten Musikvideos erscheint oft ein bösartiger Clown mit blauen Haaren; 2013 und 2014 wurde dieser von Yaroslav Andreev, ab 2015 von Anton Lissow dargestellt. Lissow ist auch Sänger bei Jane Air.
Die Band hatte bereits Touren in Europa und Russland.
In einem Interview mit UTV kommentierte Sänger Ilja Prusikin diesen Erfolg mit:

„Diese Musik ist wirklich gefragt. Wir haben keinen Pfennig investiert, nur ein Video gedreht und sind in Europa bekannt geworden.“

Am 19. Dezember 2015 veröffentlichte die Band ihr zweites Album Funeral Rave. Es erreichte Platz 8 in den russischen iTunes-Charts für die 52. Woche von 2015.
Die Band hat ihr eigenes Musiklabel namens „The Little Big Family“, zu dem auch Künstler wie The Hatters (seit 2016), Tatarka (seit 2016), Хлеб (seit 2017) und Lizer (seit 2018) gehören.
2018 verließ Olympia Ivleva die Band.
Der Song Skibidi, der am 5. Oktober 2018 veröffentlicht wurde, schaffte es zwei Wochen auf Platz 1 der russischen Charts und machte die Skibidi-Challenge, in welcher Fans eigene Tanzvideos zu dem Song veröffentlichten, zu einem internationalen Internetphänomen.
Die Band sollte Russland beim Eurovision Song Contest 2020 mit dem Song Uno in Rotterdam vertreten, die Veranstaltung wurde allerdings am 18. März 2020 aufgrund der COVID-19-Pandemie abgesagt. Für diesen geplanten Eurovision-Auftritt stießen Jurij Muzychenko von The Hatters und Florida Chanturia von Leningrad zur Band. Auch beim Musikvideo zum 2020 erschienenen Lied Hypnodancer waren sie beteiligt.
Am 1. März 2021 gaben Little Big den Tod von Gründungsmitglied Anna Kast bekannt.
Mitte 2021 wurde die Liebesbeziehung von Prussikin und Tajurskaja bekannt.
Im Jahr 2022 zeigte sich Little Big angesichts des russischen Überfalls auf die Ukraine solidarisch mit der Ukraine. Die Band postete auf Instagram ein schwarzes Bild mit dem weißen Schriftzug „No War“ (eng. für „Kein Krieg“).

### Flucht aus Russland
Mit der Veröffentlichung des Liedes Generation Cancellation im Juni 2022 wurde berichtet, dass die Band Russland verlassen hat und nach Los Angeles gezogen ist.
Makarow und Lissow sind weiter mit ihrer Band Jane Air in Russland aktiv.
Am 25. November 2022 gab die Band bekannt, dass die Gruppe Little Big aufgrund der „aktuellen Umstände“ nur noch aus den Bandmitgliedern Iliya Prusikin und Sonya Tayurskaya bestehe und Sergei Makarow und Anton Lissow vorerst nicht an den Aktivitäten der Band teilnehmen werden. Zuvor traten in der „We are Little Big“-Tour 2022 nur Iliya Prussikin und Sonya Tayurskaya auf.
Am 27. Januar 2023 wurde der Sänger Iliya Prusikin vom russischen Staat auf die Liste der „ausländischen Agenten“ gesetzt.

## Stil
Die Band nennt sich selbst eine satirische Art Collaboration, die sich auf die Musik, Visuals und auf die Show konzentriert. Little Big spottet, macht künstlerisch in ihren Werken auf Dinge aufmerksam und klammert sich an verschiedene nationale Stereotypen über Russland. Alle Videos werden von der Mitbegründerin der Band Alina Pasok gefilmt. Die Band dreht und produziert alle ihre Musikvideos selbst.
Weil das erste Konzert im Vorprogramm von Die Antwoord stattfand, wurde die Band sofort „The Russian Die Antwoord“ genannt und wird oft mit dieser Band verglichen. Vice bezeichnet die Band als „einen russischen psychisch erkrankten Patienten, der auf Die Antwoord antwortet“. Andere Kritiker weisen darauf hin, dass Little Big eine eigene Identität und Stil hat, aber auch den Hörern russische Volkslieder und die russische Kultur näher bringt.
Frontmann Ilja Prusikin selbst erklärte den Zweck der Band in einem Interview mit Noisey hingegen folgendermaßen:

„Wir wollen den Menschen nur zeigen, dass sie ihr Leben in der Hand haben. Länder und Regierungen sind nicht so wichtig, als der Glaube einer Person mit etwas umzugehen und zu machen was sie will“

Die Band gibt an, dass sie von einer Vielzahl von Musikern beeinflusst wurde. Darunter befinden sich Cannibal Corpse, Nirvana, Red Hot Chili Peppers, Rammstein und The Prodigy, Mozart und Antonio Vivaldi.

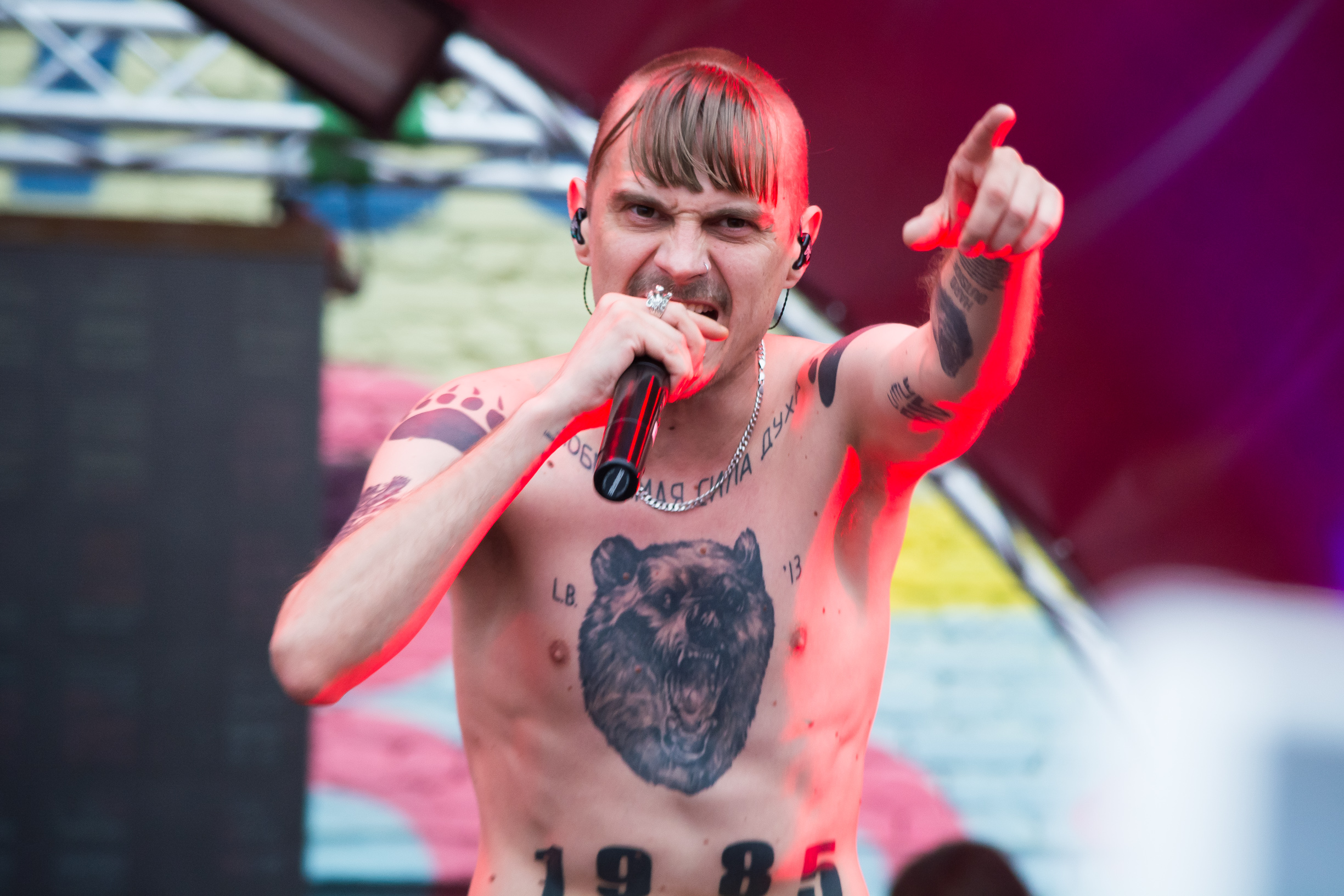
Ilja „Ilich“ Prussikin
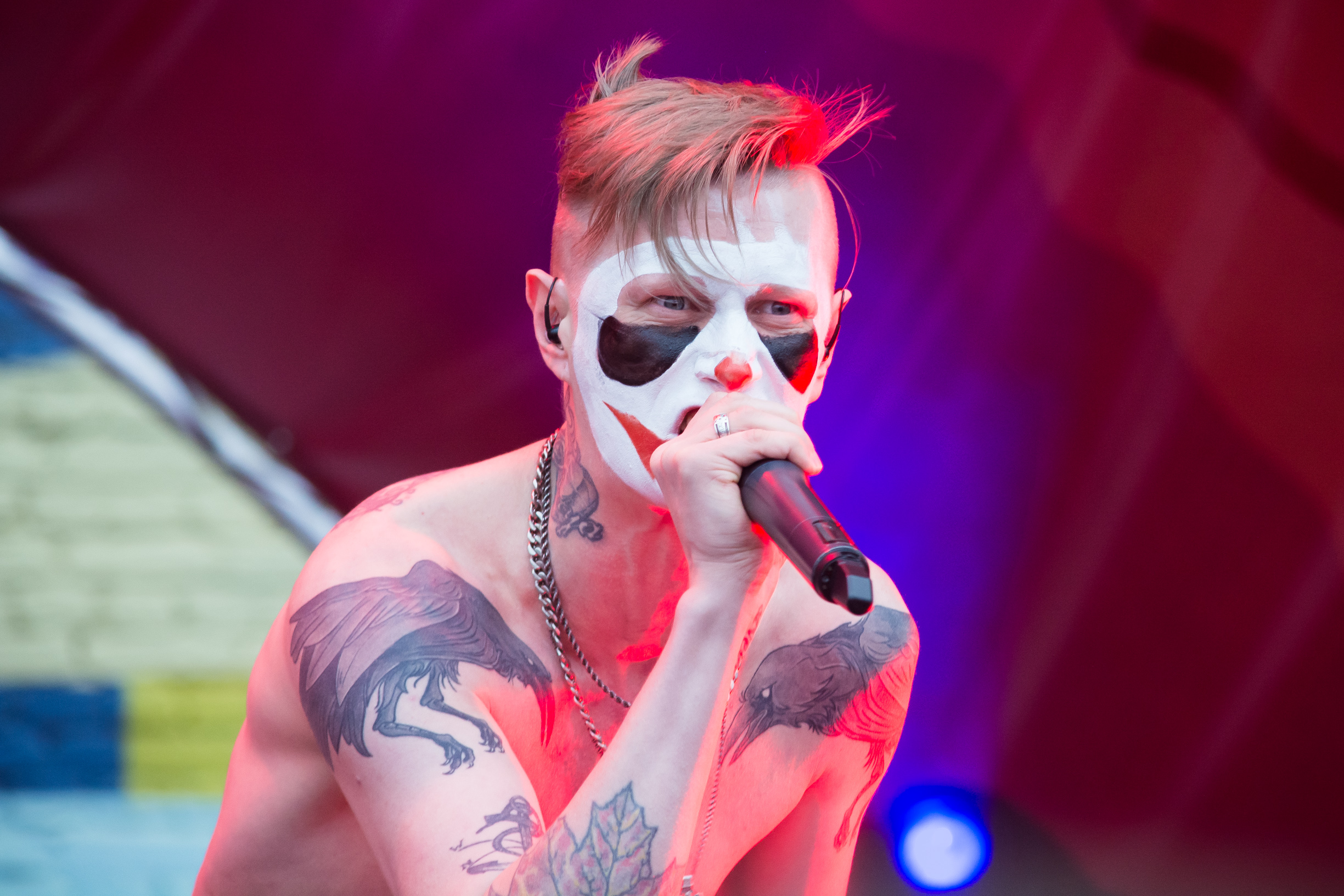
Anton Lissow
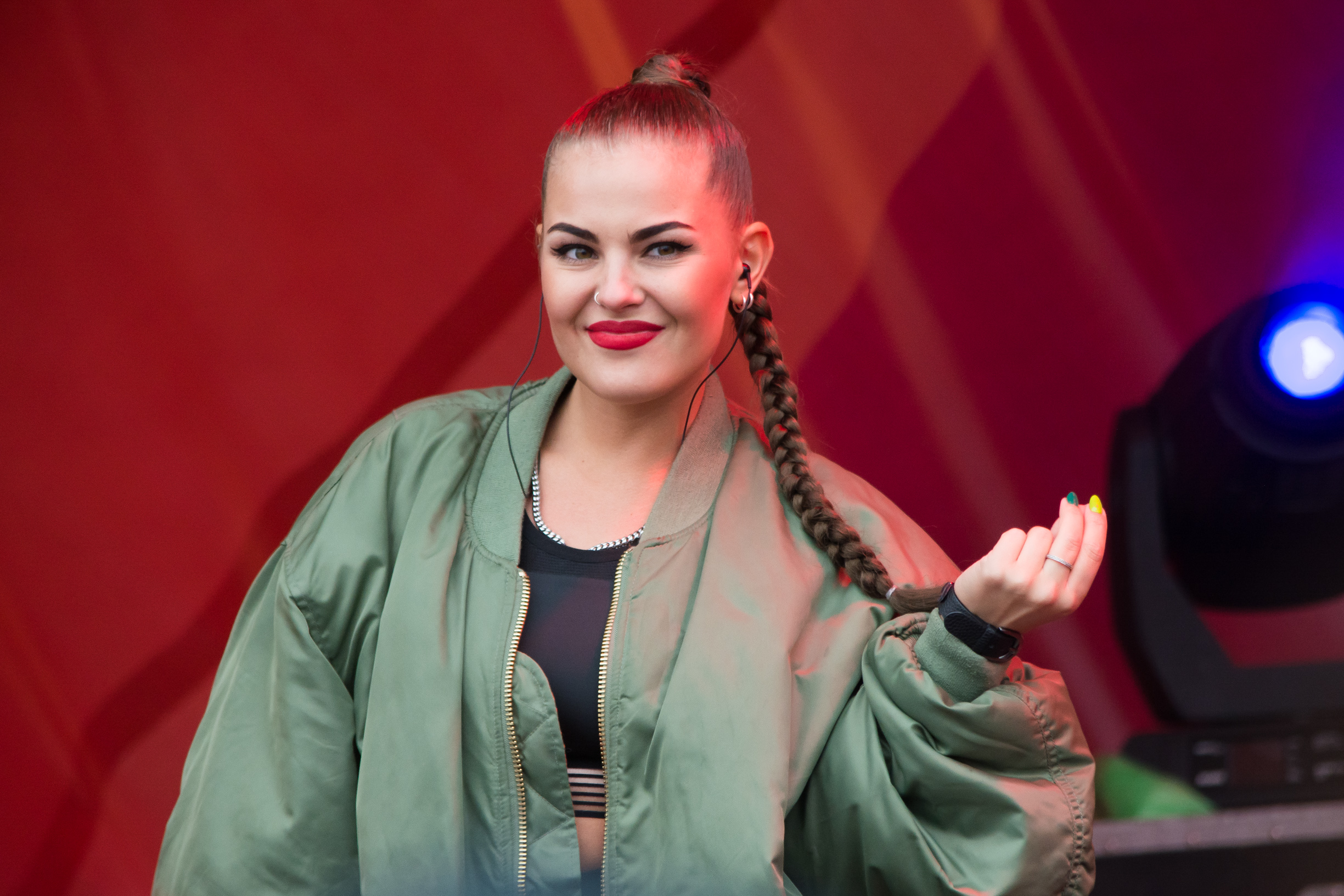
Sonja Tajurskaja

## Auszeichnungen
Am 21. Mai 2016 wurden die Videos für die Lieder Give Me Your Money und Big Dick bei den Berlin Music Video Awards 2016 ausgezeichnet. Big Dick gewann den ersten Platz in der Kategorie „Most Trashy“ und Give Me Your Money gewann den dritten Platz in der Kategorie „Best Performer“. Big Dick, mit über 52 Millionen Aufrufen, wird als Video mit vielen sexuellen Bildern und Obertönen bezeichnet.

## Diskografie

### Alben
- 2014: With Russia From Love
- 2015: Funeral Rave
- 2018: Antipositive, Pt. 1
- 2018: Antipositive, Pt. 2
- 2024: Lobster Popstar

### EPs
- 2017: Rave On
- 2019: Go Bananas
- 2020: Rave Religion (Finch Asozial feat. Little Big)
- 2021: Covers
- 2021: Welcome To The Internet (mit Oliver Tree)

### Singles
- 2013: Everyday I’m Drinking
- 2013: We Will Push The Button
- 2013: Russian Hooligans
- 2013: Life In Da Trash
- 2014: Dead Unicorn
- 2015: Kind Inside, Hard Outside
- 2015: Give Me Your Money (feat. Tommy Cash)
- 2016: Big Dick
- 2016: hateful love
- 2016: U Can Take (Tatarka feat. Little Big)
- 2017: LollyBomb
- 2017: Nightlife (Electric Callboy feat. Little Big)
- 2018: Skibidi
- 2018: Skibidi (Romantic Edition)
- 2018: Faradenza
- 2019: Rave In Peace (In Memory of Keith Flint)
- 2019: I’m OK
- 2019: Arriba (mit Tatarka feat. Clean Bandit)
- 2019: Rock-Paper-Scissors
- 2019: Go Bananas
- 2020: Rave Religion (Finch Asozial feat. Little Big)
- 2020: Uno
- 2020: Hypnodancer
- 2020: Tacos
- 2020: S*ck My D*ck 2020[42]
- 2021: Sex Machine[43]
- 2021: We are Little big
- 2021: Everybody (Little Big Are Back) (Backstreet-Boys-Cover)
- 2021: Moustache (feat. Netta)
- 2021: Turn It Up (mit Oliver Tree feat. Tommy Cash)
- 2021: The Internet (mit Oliver Tree)
- 2021: You're not there (mit Oliver Tree)
- 2022: Generation Cancellation
- 2023: Pendejo
- 2023: It Happens (mit bbno$)
- 2024: Hardstyle Fish (mit Little Sis Nora)

### Filmmusik
- 2020: Gonna Make You Sweat (Everybody Dance Now)[44] für Borat Anschluss Moviefilm

## Auszeichnungen für Musikverkäufe
| Goldene Schallplatte - Polen - 2023: für die Single Hypnodancer - 2023: für die Single I’m OK | Platin-Schallplatte - Polen - 2020: für die Single Skibidi |

| Land/RegionAuszeichnungen für Musikverkäufe (Land/Region, Auszeichnungen, Verkäufe, Quellen) | Gold     | Platin  | Verkäufe | Quellen |
| -------------------------------------------------------------------------------------------- | -------- | ------- | -------- | ------- |
| Polen (ZPAV)                                                                                 | 2× Gold2 | Platin1 | 70.000   | olis.pl |
| Insgesamt                                                                                    | 2× Gold2 | Platin1 |          |         |